# Juan Santisteban
Juan Santisteban Troyano est un footballeur international espagnol né le 8 décembre 1936 à Séville.

## Biographie
Avec le Real Madrid il remporte la C1 et le championnat d'Espagne à de nombreuses reprises. Il est sélectionné 7 fois en équipe d'Espagne de football. Après sa carrière il entame une carrière de formateur dans les équipes de jeunes du Real Madrid. Puis il s'occupe avec beaucoup de succès des équipes de jeunes de l'équipe d'Espagne.

## Carrière de joueur
| Club           | Pays                   | Année     |
| -------------- | ---------------------- | --------- |
| Betis Séville  | Drapeau de l'Espagne   | 1952      |
| Real Madrid    | Drapeau de l'Espagne   | 1952-1960 |
| Venezia Calcio | Drapeau de l'Italie    | 1960-1962 |
| Real Madrid    | Drapeau de l'Espagne   | 1962-1965 |
| Betis Séville  | Drapeau de l'Espagne   | 1965-1966 |
| Baltimore Bays | Drapeau des États-Unis | 1966-1968 |

## Palmarès
- Vainqueur de la Coupe des clubs champions en 1957, 1958, en 1959 et en 1960.
- Champion d'Espagne en 1957, 1958, 1961 et en 1964.

## Parcours d'entraîneur
- 1986-1988 : équipes de jeunes du Real Madrid
- 1988-1996 : Real Madrid Castilla
- 1988- présent : équipes de jeunes d'Espagne.

## Palmarès d'entraîneur

### Avec les moins de 16 ans
- Vainqueur du championnat d'Europe des moins de 16 ans en 1991, 1997, 1999, 2001.
- Finaliste du championnat d'Europe des moins de 16 ans en 1992, 1995.

### Avec les moins de 17 ans
- Finaliste de la Coupe du monde des moins de 17 ans en 1991, 2003, 2007.
- Troisième de la Coupe du monde des moins de 17 ans en 1997.

- Vainqueur du championnat d'Europe des moins de 17 ans en 2007, 2008.
- Finaliste du championnat d'Europe des moins de 17 ans en 2003, 2004.
- Troisième du championnat d'Europe des moins de 17 ans en 2006.

- Vainqueur de la Coupe Méridien en 1999, 2001, 2003

### Avec les moins de 18 ans
- Finaliste du championnat d'Europe des moins de 18 ans en 1996.
- Troisième du championnat d'Europe des moins de 18 ans en 2001.
- Vainqueur de la Coupe Méridien en 2007.

### Avec les moins de 19 ans
- Vainqueur du championnat d'Europe des moins de 19 ans en 2007.

### Autres
- Vainqueur des jeux Méridien en 2005.